# Dowmunt z Nalszczan
Dowmunt z Nalszczan, Dowmunt z Pskowa, Dowmunt – Tymoteusz (ur. ok. 1240, zm. 17 maja 1299) – litewski kunigas, szwagier i zabójca Mendoga, książę Pskowa w latach 1266–1299. Święty Kościoła prawosławnego.

## Życiorys
Na Litwie był księciem Nalszy. Po śmierci królowej Marty w 1262 roku, Mendog porwał jej siostrę, będącą żoną Dowmunta. W akcie zemsty za tę zniewagę, jesienią 1263 roku, Dowmunt zabił w zasadzce Mendoga i jego dwóch synów: Repeka i Ruklę. Rządy na Litwie objął Treniota, jednak już wiosną 1264 roku zginął on w spisku zorganizowanym przez zwolenników ostatniego syna Mendoga – Wojsiełka. Wojsiełk najechał Dziawołtwę i Nalszę, które nie podporządkowały się jego władzy. Dowmunt wraz ze swoją świtą i wojskiem uciekł do Pskowa. Przyjął tam chrzest w obrządku prawosławnym i obrał na chrzcie imię Tymoteusz. Został wybrany księciem pskowskim. Poślubił Marię – córkę księcia Dymitra Aleksandrowicza Peresławskiego, wnuczkę Aleksandra Newskiego.
W bitwie pod Rakvere wraz z wojskami ruskimi pokonał wojska zakonu kawalerów mieczowych i zahamował ich ekspansję w tym regionie. W latach 1269, 1271, 1272, 1299 skutecznie bronił Pskowa przed najazdami zakonu. W czasie jego rządów Psków uniezależnił się od Republiki Nowogrodzkiej, co utorowało drogę do formalnego oderwania się Pskowa od Republiki w 1348 roku.
Jego pokrewieństwo z Giedyminem jest przedmiotem sporu historyków.

## Kult
Dowmunt został zaliczony w poczet świętych Rosyjskiego Kościoła Prawosławnego. Jego kult rozpoczął się w XIV wieku, a wzmocnieniu uległ po oblężeniu Pskowa przez wojsko Rzeczypospolitej, podczas którego Dowmunt miał się objawić. Lokalne wspomnienie Dowmunta obchodzone jest 25 maja. Święty przedstawiany jest w książęcym płaszczu, ze średniej długości brodą.

## Upamiętnienie

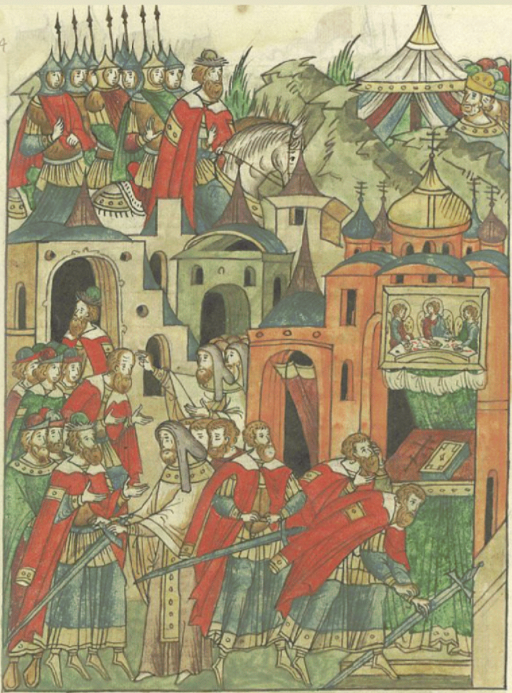
Książę Dowmunt składa miecz w soborze Trójcy Świętej w Pskowie

Podczas jednej z wypraw na Inflanty, ks. Dowmunt zranił dotkliwie mieczem mistrza inflanckiego. Miecz ten jako wotum po zwycięstwie nad Krzyżakami w 1272 roku został zawieszony w pomieszczeniu ołtarzowym w soborze Trójcy Świętej w Pskowie (w soborze tym Dowmunt miał modlić się przed swoimi bitwami). Miecz zachował się w stanie dobrym; obecnie (2024) jest eksponowany w muzeum w Pskowie. W cerkwi znajdują się relikwie Dowmunta eksponowane w dużym srebrnym relikwiarzu wraz z relikwiami Wsiewołoda I Mścisławicza Gabriela.
Dowmunt został przedstawiony na pomniku Tysiąclecie Rosji.